# 埃里克·皮亚考斯基
埃里克·托德·皮亚考斯基（英語：Eric Todd Piatkowski，1970年9月30日—），生于俄亥俄州斯托本维拉，美国职业篮球运动员，司职得分后卫。他是前ABA联盟球员沃尔特·皮亚考斯基的儿子和1950年代NBA球员乔·皮亚考斯基的孙子，他也是皮亚考斯基家族唯一从事职业篮球运动的第三代。

## 篮球生涯
在内布拉斯加州大学林肯分校毕业后，皮亚考斯基在1994年NBA选秀中第一轮第15顺位被印第安那步行者队选中。步行者队很快将其和布赫·理查德森、马里克·西利一起交易去了洛杉矶快船队以换取马克·杰克逊和新秀格雷格·迈纳。
皮亚考斯基在他的新秀赛季取得了场均7.0分，有着37.4%的三分球命中率。他在快船队度过了加盟NBA后的首九个赛季，此后在2003-04赛季前以非限制性自由球员身份加盟了休斯敦火箭。2004年9月8日，皮亚考斯基成为公牛球员，火箭队用他和阿德里安·格里芬、麦克·维尔克斯换取了「非洲大山」迪肯贝·穆托姆博。
2006年7月3日，皮亚考斯基以240万美元的合同与非尼克斯太阳队签约两年，他是NBA联盟三分球投中数第19多的球员。
尽管皮亚考斯基在他出入NBA时就有着场均近8分的表现，但在2005-06和2006-07赛季中只得到场均不到3分的数据。

## 职业生涯最高
- 1993年，他代表美国国家男子篮球队出征世界大赛。
- 洛杉矶快船出场次数最多的球员 (616次)。
- 快船队三分球命中数最多 (738个)和三分球出手次数最多的球员 (1,835个)。
- 2006年，他以39.9%的生涯三分球命中率列NBA联盟的第26位。
- 2001-02赛季，他在快船队时期取得了46.6的三分球命中率，这一命中率名列NBA第三。
- 2002年2月16日，在和达拉斯小牛队的比赛中得到了个人生涯最高的单场36分。
- 1997-98赛季，他得到职业生涯最高的场均11.3分、45.2投篮命中率、72.4的罚球命中率、3.5个篮板、1.3次助攻。
- 1996-97赛季，他首次出现在NBA季后赛中，三场比赛出场12.7分钟得到场均5.3分。
- 昵称“Pike”源于他的姓氏和精准的三分球命中率。
- 他大学时期的球衣号码52号，在2006年正式退役。[1]